# アレクシス・カレル
アレクシ・カレル（Alexis Carrel, 1873年6月28日 - 1944年11月5日）は、フランスの外科医、解剖学者、生物学者。1912年にノーベル生理学・医学賞を受賞した。

## 生涯
サント＝フォワ＝レ＝リヨンで生まれ育ち、フランスのリヨン大学で学んだ（学士号は文学と科学、博士号は科学）。卒業後、リヨン病院で医療に従事する一方、リヨン大学で解剖と外科手術の教鞭をとった。
1902年に、巡礼団付き添い医師として、ルルドを来訪。危篤状態だった結核性腹膜炎の少女がルルドの泉の水を浴びてその日のうちに全快する「奇跡」を目の当たりにしたことを報告している。
1904年渡米し、1905年にはシカゴ大学の生理学部で働き始める。1906年、ニューヨークのロックフェラー医学研究センター（現在のロックフェラー大学）に準会員として迎えられる（正会員となるのは1912年）。ここで研究を進め、1912年、血管縫合および血管と臓器の移植に関する研究でノーベル生理学・医学賞を受賞する。血管縫合の技術は、リヨンの裁縫師や刺繍職人の技術を参考にした結果生まれたものとして知られる。
1912年1月17日、ニワトリの胚の心臓の一部を自ら設計したフラスコの中の栄養培地で培養した。48時間ごとに組織は2倍の大きさになり、フラスコを替えながら20年後も成長しており（これは鶏の寿命よりも長い）、本人の死の2年後、1946年まで生き続けた。実験の再現に成功した研究者は皆無であったが、この実験から導かれた「細胞は不死である」という仮説は、1961年にレナード・ヘイフリックがヘイフリック限界を発見するまで生物学の定説とされていた。なおこの試料はその後破棄されてしまったため、なぜ長期間分裂を続けることができたのか（あるいは分裂しているように見えたのか）解明されていない。
黒木登志夫は著書「研究不正」の中で、細胞が死ぬ直前に新しい細胞を混入させていたという証言があると記している。
1914年、カレルはイヌの心臓手術に成功。心臓血管外科学が発展する契機となった。
第一次世界大戦中、彼とイギリスの化学者ヘンリー・D・デーキンは、カレル-デーキン法という消毒法を開発した。これは、抗生物質の開発に先立ち、多くの生命を救った。これに伴い、彼はレジオンドヌール勲章を授与された。
1930年代には、体内器官を体外で生きたまま保存するための装置（Lindbergh pump）の開発を進め、チャールズ・リンドバーグを共著者とする『The Culture of Organs』（1938年）を執筆している（詳細は「チャールズ・リンドバーグ#人工心臓の開発」を参照）。
1939年、カレルは『人間 この未知なるもの』を執筆しベストセラーとなる。これは、選りすぐりの指導階層の形成を確保することで、そして優生学の分野で当時流行した、選択的優秀者教育を行うことで、弱者を含む社会全体をより良くするという趣旨のものであった。彼は社会的弱者の過保護を容認せず、精神薄弱者・犯罪者を生み出す元凶として社会組織の巨大化と画一化を挙げ、徒な大衆化は却って指導者たるべき人物の発達を阻害すると主張した。66歳の時に祖国へ貢献する為高齢をおしてフランスへ帰国し、最初子供に及ぼす栄養不良の影響の研究機関を設立しようとしていたが、財政援助が得られず挫折した。
1940年、フランスがナチス・ドイツに降伏し、ヴィシー政権が樹立するや、フランス人民党に入党するほど過激な政治思想を抱いていた彼はヴィシー政府主席・ペタン元帥の許可を得て、ドイツ軍占領下のパリに、フランス人間問題研究財団を設立した。ここでは彼の指揮の下で、全ての人間に関する問題の総合研究を志した。しかし占領下の条件の悪さの為と、周囲の同じ祖国の人からコラボラシオンの噂も立ったためか3年しか持たず、彼は財団の運命に伴うように亡くなった。71歳没。

## 著書（日本語訳のみ）
- 『人間-この未知なるもの』 桜沢如一訳、岩波書店、1938年。
- 『人間-この未知なるもの』 桜沢如一訳、角川書店：角川文庫、1952年9月。のち改版
  - 復刊『人間—この未知なるもの』日本CI協会、1979年。マクロビオティックの普及団体
- 『人間 この未知なるもの』 渡部昇一訳、三笠書房：知的生きかた文庫、1992年5月。のち電子出版
- 『熱き想いの日々-遺された天才の断章』  中条忍訳、春秋社、1984年10月。
- 『人生の考察』 渡部昇一訳、三笠書房、1981年11月。原著 Reflections on life, 1952
- 『生命の知恵』 杉靖三郎、大竹健介訳、日本教文社。1957年。
- 『ルルドへの旅』 稲垣良典訳、エンデルレ書店。1958年。カソリック出版社
- 『ルルドへの旅・祈り』  中村弓子訳、春秋社。1983年、新版1998年
- 『ルルドへの旅　ノーベル賞受賞医が見た「奇跡の泉」』 田隅恒生訳、中央公論新社：中公文庫。2015年12月。